# Mizuko Masuda
Pour les articles homonymes, voir Masuda (homonymie).
Mizuko Masuda 増田 みず子, Masuda Mizuko ; 13 novembre 1948 dans la préfecture de Tokyo est une écrivain japonaise.
Masuda est étudiante à l'université d'agriculture et de technologie de Tokyo (Tōkyō nōkō daigaku) où elle obtient en 1973 un diplôme dans le domaine de l'immunologie des plantes. Jusqu'en 1980, elle enseigne au département de biochimie de la faculté de médecine de l'université Nihon.
Son premier récit Shigo no kankei (1977) est déjà nommé pour le prix des nouveaux écrivains de la revue Shinchō. En 1983, elle est nommée six fois pour le prix Akutagawa. Elle est lauréate du prix Noma pour Jiyū jikan (1985), du prix Kyōka Izumi pour Shinguru Seru (1986) et du prix Sei Itō pour Tsukuyomi (2001).
Seule une nouvelle, publiée au Japon en 1983, a été traduite en français : Une famille à moi seule (Hitori kazoku) (dans La Famille - Anthologie de nouvelles japonaises contemporaines Tome 4, nouvelle traduite par Dominique Palmé, Éditions du Rocher, 2009).

## Ouvrages
- Futatsu no haru, récits, 1979
- Dōke no kisetsu, récits, 1981
- Mugi-bue, roman, 1982
- Jisatsu shigan, récits, 1983
- Jijū jikan, récits, 1984
- Ie no nioi, récits, 1985
- Hatachi: mōjū, récits, 1986
- Shinguru seru, roman, 1986
- Hitori kazoku, récits, 1987
- Kōsui kakuritsu, récits, 1987
- Kinshi kūkan, roman, 1989
- Kamu hōmu, récits, 1991

## Source de la traduction
- (de) Cet article est partiellement ou en totalité issu de l’article de Wikipédia en allemand intitulé « Mizuko Masuda » (voir la liste des auteurs).